# Michiel van Vugt
Michiel van Vugt (Vlaardingen, 15 september 1980) was een Nederlands hockeyer en is nu schrijver, spreker en podcaster.
Hockey
De aanvallende Van Vugt begon zijn hockeyloopbaan bij Spirit. Via het tweede team van HC Rotterdam kwam hij in de zomer van 2006 terecht in de Hoofdklasse bij HC Rotterdam. Met die club werd hij tweemaal derde van Nederland. Verder won hij de bronzen medaille in de eerste editie van de EHL in seizoen 2007/2008. Zijn bijdrage was onder andere een doelpunt in de 1/2 finale tegen HGC. Na twee seizoenen maakte van Vugt de overstap naar satellietvereniging HC Aeolus. Daarna speelde hij nog een seizoen voor Cus Cube Brescia in de Italiaanse Seria A2. 
Schrijver
In augustus 2016 is het eerste boek van zijn hand verschenen. Net Iets Slimmer gaat over hoe men betere financiële beslissingen kan nemen. In september 2018 is Genoeg verschenen, een boek over de vraag hoeveel geld je nodig hebt voor de rest van je leven. Dit is de Nederlandse vertaling van Enough van Paul D. Armson. Begin 2020 kwam Je Geld en of Je Leven uit. Een boek dat inspirerende verhalen combineert met praktische financiële tips. Een jaar later verscheen Durf en Daadkracht. Dit boek helpt financieel adviseurs met het verbeteren van hun onderneming. 
In 2024 verscheen zijn boek Net Iets Slimmer in het Engels; Decoding Decisions. 
Spreker
Hij spreekt ruim 50 keer per jaar in Nederland en het buitenland over gedrag en het maken van keuzes. In 2018 verzorgde hij onder meer een TEDx-talk in Gouda.   
Podcast
Zijn podcast 'Je Geld en of Je Leven' bestaat sinds 2017 en was onderdeel van het BNR EPN (Expert Podcast Netwerk). In deze podcast spreekt hij tweewekelijks gasten met bijzondere verhalen over het leven of mensen die meer inzicht geven in geldzaken.   
Hij werkt in de financiële dienstverlening bij een vermogensbeheerder.

## Boeken
- Net Iets Slimmer (2016)
- Genoeg (2018)
- Je Geld en of Je Leven (2020)
- Durf en Daadkracht (2021)
- Decoding Decisions - Engelse versie Net Iets Slimmer (2024)

## Palmares

### Euro Hockey League
- 2008:  HC Rotterdam

### NK
- 2008:  HC Rotterdam
- 2007:  HC Rotterdam

### North East Field Hockey Association
- 2005:  Westchester FHC